# 이규봉
이규봉(李奎鳳, 1971년 10월 9일 ~ )은 대한민국의 KBS 아나운서이다. KBS 제1라디오 《라디오 전국일주》 진행자이다. 서울특별시 출신이다.

## 학력
- 1987 ~ 1990 : 배재고등학교 졸업
- 1990 ~ 1997 : 연세대학교 경영학과 학사

## 경력
- 2000년 : KBS 26기 공채 아나운서 (2000년 1월 1일 입사)
- 2000년 3월 ~ 2001년 3월 : KBS전주방송총국 지역근무 아나운서
- 2001년 3월 : 본사 복귀 후 현재 근무
- 2022년 ~ 2023년 : KBS 아나운서실 아나운서1부장

## 활동

### TV
| 연도           | 방송사 | 제목                                     | 담당                                          | 진행기간                                                                        | 비고 |
| -------------- | ------ | ---------------------------------------- | --------------------------------------------- | ------------------------------------------------------------------------------- | --- |
| 2002           | KBS1   | KBS 정오뉴스                             | 진행                                          | 2002년 4월 1일 ~ 10월 25일                                                      | |
| 2002 ~ 2003    | KBS1   | TV는 내 친구                             | 패널                                          |                                                                                 | 시청자의 눈 |
| 2003 ~ 2004    | KBS1   | TV비평 시청자데스크                      | 패널                                          |                                                                                 | 시청자의 눈 |
| 2002 ~ 2003    | KBS1   | KBS 뉴스 (주말)                          | 진행                                          |                                                                                 | 일요일 저녁 7시 |
| 2025 ~         | KBS1   | KBS 뉴스 (주말)                          | 진행                                          | 2025년 8월 23일 ~                                                               | 토요일 저녁 5시 |
| 2004           | KBS1   | 인간극장                                 | 출연                                          | 2004년 3월 1일 ~ 3월 5일 <마이크의 전사들> 출연 (2004년 30기 공채 아나운서 편 ) | |
| 2004 ~ 2007    | KBS1   | KBS 뉴스광장                             | 첫진행                                        | 2004년 11월 6일 ~ 2007년 4월 28일                                               | 토요일 첫진행 |
| 2014 ~ 2015    | KBS1   | KBS 뉴스광장                             | 재진행                                        | 2014년 4월 12일 ~ 2015년 9월 26일                                               | |
| 2008           | KBS1   | KBS 뉴스광장                             | 임시진행                                      | 2008년 12월 6일                                                                 | |
| 2010           | KBS1   | KBS 뉴스광장                             | 임시진행                                      | 2010년 11월 6일                                                                 | |
| 2010           | KBS1   | KBS 뉴스광장                             | 임시진행                                      | 2010년 12월 4일                                                                 | |
| 2005 ~ 2008    | KBS1   | KBS 특강                                 | 진행                                          |                                                                                 | |
| 2007 ~ 2009    | KBS1   | KBS 뉴스 5                               | 진행                                          | 2007년 4월 30일 ~ 2009년 10월 16일                                              | |
| 2009           | KBS1   | KBS 뉴스 5                               | 임시진행                                      | 2010년 7월 15일 ~ 8월 2일                                                       | |
| 2006           | KBS1   | 생로병사의 비밀                          | 출연                                          | 2006년 5월 16일                                                                 | 151회 《기호식품에 대한 첨단분석 보고서 - 제2편 두 얼굴의 유혹, 카페인 (커피)》 |
| 2010           | KBS2   | 다큐멘터리 3일                           | 출연                                          | 2010년 6월 27일                                                                 | 164회 《세상을 여는 목소리 - KBS 아나운서 3일》 |
| 2011           | KBS1   | KBS 뉴스 네트워크                        | 진행                                          | 2011년 1월 3일 ~ 5월 27일                                                       | |
| 2011 ~ 2013    | KBS1   | KBS 뉴스 7                               | 첫진행                                        | 2011년 5월 30일 ~ 2013년 10월 18일                                              | 첫 진행시 이름 부르지 못함 |
| 2020 ~ 2023    | KBS1   | KBS 뉴스 7                               | 재진행                                        | 2020년 6월 29일 ~ 2023년 4월 28일                                               | 재진행시 및 중에서 이름 부르지 못함 |
| 2012           | KBS1   | 도전! 골든벨                             | 특별출연                                      | 2012년 9월 16일                                                                 | 638회 서울 배재고(재도전) 편(88대 골든벨에 울린 유은식 학생) 출신 동문의 문제출제 및 잠시 출연 |
| 2014 ~ 2015    | KBS1   | KBS 오전 5시 뉴스                        | 진행                                          | 토요일                                                                          | 2014년 4월 12일 ~ 2015년 9월 26일 |
| 2015           | KBS1   | 남북의 창                                | 내레이션                                      |                                                                                 | |
| 2015           | KBS1   | 특집다큐 《한르 길을 잡아라, 공항 전쟁》 | 내레이션                                      | 2015년 9월 10일                                                                 | |
| 2016           | KBS1   | KBS 뉴스 12                              | 임시진행                                      | 2016년 6월 27일                                                                 | |
| 2016 ~ 2018    | KBS2   | KBS 2시 뉴스타임                         | 진행                                          | 2016년 7월 25일 ~ 2018년 12월 31일                                              | |
| 2017           | KBS2   | KBS 아침뉴스타임                         | 임시진행                                      | 2017년 8월 14일 ~ 18일                                                          | |
| 2018           | KBS2   | KBS 아침뉴스타임                         | 임시진행                                      | 2018년 9월 3일 ~ 7일                                                            | |
| 2019~2020      | KBS1   | KBS 뉴스 2                               | 진행                                          | 2019년 9월 16일 ~ 2020년 6월 26일                                               | |
| 2023           | KBS1   | KBS 뉴스 2                               | 임시진행                                      | 8월 24일 ~ 9월 1일                                                              | |
| 2020           | KBS1   | KBS 930 뉴스                             | 진행                                          | 2020년 4월 4일 ~ 5월 30일                                                       | 토요일 舊 930 뉴스 진행 당시 |
| 2024 2023      | KBS1   | 아침마당                                 | 진행취소                                      | 2023년 5월 1일                                                                  | 9382회 월요토크쇼 명불허전 《연예계 별별 ★ 홍보대사》새 남자MC 진행취소 |
| 2025년 8월 4일 | KBS1   | 아침마당                                 | 9958회 월요토크쇼 명불허전 새 남자MC 진행취소 |                                                                                 | |
| 2023           | KBS1   | 아침마당                                 | 임시진행취소                                  | 12월 4일 ~ 12월 7일 12월 11일 ~ 12월 14일                                       | 9535회 월요토크쇼 명불허전 《딸 부자 vs 아들 부자》 편 ~ 9538회 목요특강 4인4쌤(《몸이 아파요》 9540회 월요토크쇼 명불허전 《대를 잇는 위대한 유산》 편 ~ 9543회 목요특강 4인4쌤(《중독이 뭐길래》 |
| 2024           | KBS1   | 아침마당                                 | 임시진행취소                                  | 1월 30일 ~ 2월 1일                                                              | 9576회 화요초대석<끝없이 배움의 길을 가는 아름다운 배우 김혜정 탤런트 / 친족 성폭력 생존자에서 아픔을 치유하는 상담사로! 김영서 심리상담사> ~ 9578회 목요특강 4인4쌤《나이아 가라》                |
| 2024           | KBS1   | 아침마당                                 | 임시진행취소                                  | 9월 9일 ~ 9월 13일                                                              | 9735회<월요토크쇼 명불허전<별이 된 트로트 전설, 故 현철> ~ 9738회 꽃피는 인생수업《몸의 혁명, 해독》                                                                                               |
| 2023           | KBS2   | 불후의 명곡 전설을 노래하다              | 도전자                                        | 6월 10일                                                                        | 610회〈2023 KBS 아나운서 선후배 대항전＞ |
| 2023           | KBS1   | KBS 뉴스 9                               | 진행취소                                      | 11월 14일                                                                       | 새 남자앵커 진행취소 |
| 2024           | KBS1   | KBS 뉴스 9                               | 진행취소                                      | 11월 4일                                                                        | 새 남자앵커 연속 진행취소 |
| 2024           | KBS1   | KBS 뉴스 9                               | 임시진행취소                                  | 9월 16일 ~ 9월 20일 10월 21일 ~ 10월 25일                                       | 평일 남자앵커 2연속 임시진행취소 |
| 2025           | KBS1   | 사랑의 가족                              | 진행취소                                      | 3월 1일                                                                         | <3057회> 삼일절 특집 |
| 2025           | KBS1   | 6시 내고향                               | 진행취소                                      | 2025년 4월 1일                                                                  | 8251회 새 남자MC 진행취소 |
| 2025           | KBS1   | 시니어토크쇼 황금연못                    | 임시진행취소                                  | 2025년 4월 12일                                                                 | 516회 [인생톡 공감톡] 남의 속도 모르고 外 임시진행취소 |

### 라디오
- KBS 제1라디오 《KBS 뉴스와이드 1부》
- KBS 제1라디오 《지구촌 오늘》
- KBS 제1라디오 《라디오 네트워크》 (2009년 10월 26일 ~ 2010년 12월 31일)
- KBS 제1라디오 《라디오 전국일주》 (2011년 1월 3일 ~ 2013년 4월 5일) (1차)
- KBS 제1라디오 《경제나침반》 (2013년 4월 8일 ~ 2014년 12월 31일)
- KBS 제1라디오 《경제세미나》 (2013년 4월 13일 ~ 2015년 11월 21일)
- KBS 제1라디오 《경제투데이》 (2015년 1월 1일 ~ 11월 20일)
- KBS 제1라디오 《바른말 고운말》
- KBS 월드라디오 《목요진단 한반도》
- KBS Classic FM 《새아침의 클래식》
- KBS Classic FM 《정다운 가곡》
- KBS 한민족방송 《오늘과 내일》
- KBS Classic FM 《출발 FM과 함께》 (2023년 10월 2일 ~ 10월 12일 임시진행)
- KBS 제1라디오 《라디오 전국일주》 (2024년 1월 1일 ~ ) (2차)
- KBS 제1라디오 《KBS 제1라디오 정오종합뉴스》

1. ↑  <KBS 뉴스7 > (남자 재진행 앵커)를 마치고 이동하는 순간 9382회 방송분은 1970년대 2번째로 새 남자mc 진행예정었으나 취소로 인하여 현재의 내레이션을 하지 않고 및 최장기간 7년여넘게 및 재진행으로 물러나지 않았던 김재원 아나운서가 당시 재진행을 유지하게 되었다..
2. ↑  <KBS 뉴스7> (남자 재진행 앵커)를 마치고 이동하는 순간 9382회 방송분은 1970년대 2번째로 새 남자mc 진행예정었으나 취소로 인하여 현재의 내레이션을 하지 않고 및 20년 넘게 다른TV프로그램 오랬만에 다른 아나운서가 당시 재진행을 유지하게 되었다..
3. ↑  현재 재진행중인 김재원(21기) 아나운서가 남자 재진행 MC의 대신 빈자리를 채워 대신 임시 진행자가 아닌 김승휘 아나운서로 변경했다, 단 9539회 · 9544회 2주간 금요일 방송분은 남자mc가 임시로 대신 진행하지 않은것 외에도 엄지인 아나운서가 대신 진행한것은 제외 및 김수찬 금요일 코너만 진행했음)
4. ↑  9537회 도전!꿈의무대 6주년 특집 별들의 전쟁 왕중왕전 2부 방송분은 상단 특집명 미표기
5. ↑  9542회 도전!꿈의무대 6주년 특집 별들의 전쟁 왕중왕전 2부 방송분은 상단 특집명 미표기
6. ↑  9576회 방송분은 김재원(21기) 아나운서 재진행의 빈자리로 인하여 임시 2회 연속진행자가 아닌 김승휘 아나운서로 2회 연속 변경했으며, 9579회 2주 및 한시적 1회 금요일 방송분은 남자mc가 임시로 대신 진행하지 않은것 외에도 엄지인 아나운서가 대신 진행한것은 제외 및 김수찬 금요일 코너만 진행했음)
7. ↑  9735회 방송분은 현재 내레이션을 하지 않고 있는 김재원(21기) 아나운서 재진행의 빈자리로 인하여 임시 3회 연속진행자가 아닌 김승휘 아나운서로 2회 연속 변경했으며, 9579회 2주 및 한시적 1회 금요일 방송분은 남자mc가 임시로 대신 진행하지 않은것 외에도 엄지인 아나운서가 대신 진행할 예정 제외 및 김수찬 금요일 코너만 진행했음)
8. ↑  이영호(28기) 아나운서의 갑작스런 마지막 진행의 엔딩멘트의 고지를 알리지 못하여 이후 2023년 가을철 1TV 프로그램 개편 및 11월 편성조정 시행의 최장기간의 남자 후속 새 평일 남자앵커가 아닌 평일 - 박장범 기자로 대체 후 변경했다.
9. ↑  박장범 기자의 마지막 진행 물러나고 2024년 11월 가을 개편 및 11월 편성조정으로 인하여 후속 새 평일 남자앵커가 아닌 주말 남자앵커로 진행했던 평일 - 최문종 기자로 대체 후 변경했다.
10. ↑   평일 임시남자앵커가 아닌 주말 남자앵커로 진행중인 9월 16일 ~ 9월 20일 · 10월 21일 ~ 10월 25일 방송분은 김현경 (KBS 소속) 기자로 대체 후 변경했다.
11. ↑  3057회(삼일절 특집) 방송분은 임시 진행자가 아닌 공채 31기로 입사한지 20여년째로 김재홍(31기) 아나운서로 임시 진행자를 변경했다.
12. ↑  2025년 봄철 1TV 프로그램 개편 및 봄철 편성조정 시행의 최장기간의 8251회 새 남자mc 후속 진행자로 예정되어 있었으나 윤인구(24기) 아나운서가 이후 최장기간 6년 11여개월만에 물러나고 1970년대 2번째로 후속 진행자가 아닌 새 남자MC가 아닌 강승화 아나운서로 변경했다.
13. ↑  516회 방송분은 김승휘 아나운서의 휴가로 인하여 임시 진행자가 아닌 남현종 아나운서로 변경했다.